# Jamel Debbouze
Jamel Debbouze (arap.: Pariz, 18. lipnja 1975.) je francuski i marokanski glumac, komičar i producent.

## Životopis
Debbouze je rođen u Parizu, Francuska. Njegova obitelj se sljedeće godine seli u Maroko. Debbouze je najstariji od šestero braće i sestara. Dana 17. siječnja 1990. godine, na željezničkoj postaji u Trappesu, udario ga je vlaka koji je vozio 150 km/h. U toj nesreći je jako povrijedio desnu ruku. Ubrzo se počeo baviti glumom i voditeljstvom. Najpoznatiji filmovi u kojima je glumio su "Izvan zakona", "Misija Kleopatra", "Čudesna sudbina Amelije Pulen" i dr. 2002. godine bio je najbolje plaćeni francuski glumac.